# Moyaux
Moyaux – miejscowość i gmina we Francji, w regionie Normandia, w departamencie Calvados.
Według danych na rok 1990 gminę zamieszkiwało 1185 osób, a gęstość zaludnienia wynosiła 73 osoby/km² (wśród 1815 gmin Dolnej Normandii Moyaux plasuje się na 195. miejscu pod względem liczby ludności, natomiast pod względem powierzchni na miejscu 197.).